# Tatort: Drei Affen
Drei Affen ist ein Fernsehfilm aus der Krimireihe Tatort. Der vom WDR produzierte Beitrag wurde am 26. September 1999 im Ersten als neunter Fall des von Klaus J. Behrendt und Dietmar Bär verkörperten Ermittlerduos Ballauf und Schenk erstgesendet. In tragenden Rollen sind Anna Loos, Henning Baum, Jan-Gregor Kremp und Günter Lamprecht zu sehen. Eine junge Polizeibeamtin wird in einem Wohnviertel erstochen, trotz ihrer Hilferufe reagierten die Anwohner eines Hochhauses nach dem Motto: nichts hören, nichts sehen, nichts wissen.

## Handlung
Der Polizeibeamte Ben Keller verlässt seine Kollegen von der Droge und wechselt ins Dezernat „Mord und Totschlag“. Sein neuer Chef ist Kriminalhauptkommissar Max Ballauf. Als er sich von seinem Vorgesetzten Oliver Bütschek verabschiedet, meint er, dass es jemanden gäbe, den er noch mehr liebe als seine neue Arbeit: seine zukünftige Frau und Kollegin Moni, die heute leider nicht dabei sein könne, weil sie Dienst habe. Bütschek verschwindet schon zeitig vom Fest, was Keller zu der Bemerkung veranlasst, wer verliere schon gern seinen besten Mitarbeiter. Ben Keller ist ziemlich betrunken, als Ballauf und Schenk ihn zu Hause bei seiner Mutter abliefern. Ilse Keller begrüßt vor allem Ballauf sehr freundlich. Er hatte sich nach dem Tod ihres Mannes stets um Ben gekümmert.
Ballauf und Schenk werden zu einem Mordfall gerufen. Es gab einen anonymen Anruf. Die Frau weist mehrere Einstiche im Rücken auf und hatte wohl noch versucht, sich wegzuschleppen, bevor der Täter sie endgültig tötete. Die Tote ist Monika Fenner, die Freundin von Ben Keller. Ballauf ist besorgt und weist Lissy Pütz im Kommissariat an, Ben auf keinen Fall zum Tatort kommen zu lassen, da er selbst erst einmal mit ihm sprechen wolle. Da der Mord in der Hochhaussiedlung Schwanenhof geschah, in der auch das Opfer eine Wohnung hatte, sind zahlreiche Vernehmungen durchzuführen. Einer der Befragten, Anatol Aslik meint, dass die Leute hier kaum miteinander sprechen würden, hier sei sich jeder selbst der Nächste. Die Kollegen berichten Ballauf, dass sie immer das Gleiche hören würden, niemand habe etwas gehört, niemand habe etwas gesehen, niemand wisse angeblich etwas. Schenk befragt Erwin Tischer. Er ist Alkoholiker und bietet auch Schenk etwas an. Er sagt aus, er habe sich sein Leben lang nichts zuschulden kommen lassen und habe weder etwas gehört noch etwas gesehen. Schenk ist angespannt und meint, die Stiche seien äußerst brutal mit einer Schere ausgeführt worden, und die Kollegin habe sich aktiv gewehrt, da müsse man doch etwas gehört haben.
Als Ballauf und Schenk in der Rechtsmedizin sind, können sie nicht verhindern, dass der hinzukommende Ben Keller zu seiner toten Freundin geht und neben der Leiche zusammenbricht. Es wird festgestellt, dass Monika Fenner schwanger war. Ben bittet Ballauf, er solle mit der Befragung beginnen, und berichtet ihm, er habe Monika zum letzten Mal vor zwei Tagen beim Frühstück gesehen. Von Feinden wisse er nichts, sie hätten eine Abmachung gehabt, zu Hause nicht über die Arbeit zu sprechen. Als Bens Mutter aufs Kommissariat kommt, hört sie ihren verzweifelten Sohn immer wieder fragen, warum Moni ihm nicht gesagt habe, dass sie schwanger gewesen sei. Vor Anspannung zerdrückt er ein Glas, und Blut läuft über seine Hand. Bei einer Unterredung mit Fenners Chef Bütschek erfahren Ballauf und Schenk, dass Fenner mit der Festnahme eines Frank Hönninger, den sie mit 2,5 kg Rauschgift erwischt habe, dessen Rache auf sich gezogen habe. Sie habe seinerzeit in Notwehr auf ihn schießen müssen und ihn beim Zielen auf sein Bein in den Schritt geschossen, zudem humpele er seitdem. Ballauf und Schenk stellen den verdächtigen Frank Hönninger nach einer Verfolgungsjagd. Ballauf muss Keller, der ebenfalls dabei ist, bremsen. Hönninger fragt die Beamten, ob sie wüssten, wie das sei, wenn man wolle und keinen mehr hochkriege, dafür sei Monika Fenner verantwortlich. Im Kommissariat herrscht eine bedrohliche Stimmung, als die Beamten dort mit Hönninger eintreffen, was Ballauf dazu veranlasst, die Kollegen zur Ordnung zu rufen. Als Keller meint, dass er ihm fünf Minuten allein mit Hönninger geben würde, wenn er wirklich sein Freund sei, hat er keine andere Wahl, als Ben seinen Dienstausweis abzunehmen. Kurz darauf erscheint Mihriban Aslik, eine Nachbarin von Monika Fenner, im Kommissariat. Sie hat eine Zeitung dabei und meint, der auf dem Foto abgebildete Hönninger sei es nicht gewesen. Sie kenne den Mann nicht, den sie gesehen habe, der in der Zeitung sei es jedenfalls nicht. Wenn die Kommissare ihr nicht glauben würden, sollten sie doch die weiteren Nachbarn im Haus befragen, die auch am Fenster gewesen seien. Ballauf erschrickt ob der Tragweite dieser Aussage. Erneut rücken die Beamten aus, um die Nachbarn zu befragen. Mit Mihriban Asliks Hilfe soll ein Phantombild erstellt werden. Von den Befragten kommen wieder nur Ausflüchte, jedoch gibt es Hinweise, dass Tischer länger am Fenster gestanden haben soll. Schenk sucht ihn erneut auf. Tischer gibt daraufhin zu, dass er einen Mann und eine Frau gesehen habe. Der Mann sei hinter der Frau her gewesen und habe nach ihr geschlagen, gehinkt habe er nicht. Plötzlich sei die Frau wohl gestolpert. Dann habe irgendjemand gerufen, dass er die Frau in Ruhe lassen solle, woraufhin der Mann plötzlich weg gewesen sei und die Schreie der Frau aufgehört hätten. Er könne nicht mehr sagen, wie lange es gedauert habe, ehe der Mann zurückgekommen sei, als er dann wieder weggelaufen sei, habe die Frau sich nicht mehr bewegt. Auf Schenks Frage, warum er gestern geschwiegen habe, meint der alte Mann, er habe sich geschämt. „Wenn nur einer Hilfe geholt hätte, dann könnte Monika wahrscheinlich noch leben“ ist alles, was Schenk sagen kann.
So wie es aussieht, hat man Hönninger die Tatwaffe untergeschoben. Ben Keller entschuldigt sich bei Ballauf. Bei einer von Ben erbetenen Räumung von Fenners Wohnung findet Lissy ein Papier, das belegt, dass Monika Fenner abtreiben wollte. Außerdem findet man ein Versetzungsgesuch, in dem als Grund für eine Versetzung unüberbrückbare Differenzen mit ihrem Vorgesetzten Bütschek angegeben werden. Als Ballauf Bütschek darauf anspricht, meint der nur, davon wisse er nichts. Ballauf sammelt eine von Bütschek in der Kantine zurückgelassene Zigarettenkippe ein und bringt sie zusammen mit der blutigen Glasscherbe von Ben Keller zum Pathologen Dr. Joseph Roth, da er Gewissheit haben will, wer der Vater von Monikas Kind war.
Anatol Aslik bittet im Kommissariat telefonisch um Hilfe. Da seine Tochter Mihriban von der Schule nicht nach Hause gekommen sei, mache er sich Sorgen. Inzwischen ist die Presse an Informationen gekommen und verfolgt Tischer, da man weiß, dass er den Mord beobachtet hat. Er wird massiv unter Druck gesetzt, flüchtet sich in einen Supermarkt und findet auch bei hinzugerufenen Polizisten keine Hilfe. Als man ihn immer weiter bedrängt, bricht er tot zusammen.
Ballauf hat inzwischen in Mihribans Zimmer sorgfältig versteckte Kondome entdeckt. Die DNA-Analyse hat ergeben, dass Monika Fenner von Bütschek schwanger war. Schenk weist Ballauf darauf hin, dass er nicht wahrhaben wolle, dass Ben Keller etwas mit der Sache zu tun haben könnte. Inzwischen hat man Mihriban Aslik gefunden, sie hat sich die ganze Nacht am Rhein aufgehalten. Als sie unter den Gästen, die zur Beisetzung von Monika Fenner kommen, denjenigen benennen soll, den sie in der Tatnacht gesehen habe, erkennt sie niemanden. Ganz plötzlich bricht es jedoch aus ihr heraus, dass sie ja auch niemanden gesehen habe. Ballauf ist überzeugt, dass Aslik jemanden deckt, und lässt sie laufen, verfolgt sie jedoch unbemerkt von ihr zusammen mit Schenk. Zuerst geht sie kurz zu ihrem Vater, der in einem Autowerk arbeitet, trifft sich dann jedoch in einem abgelegenen Bereich des Werkes mit einem jungen Mann. Ballauf und Schenk überraschen beide, und der Mann gesteht, dass sie in jener Nacht zusammen gewesen seien und Mihriban nichts gesehen habe, da sie gerade unter der Dusche gestanden habe. Er habe aus dem Fenster gerufen, dass der Mann die Frau in Ruhe lasse solle, woraufhin er auch abgehauen sei, dann jedoch nach einer gewissen Zeit zurückgekommen sei. Er gibt zu, dass er das Gesicht des Täters gesehen habe. Auf dem Kommissariat legt man ihm Fotos vor, und er identifiziert Ben Keller.
Auf der Trauerfeier meint Bütschek zu Keller, dass er das großartig durchziehe, und schüttet ihm den Inhalt seines Glases ins Gesicht. „Du hast sie umgebracht“, meint er, „als du erfahren hast, dass sie dich verlassen wollte, das hast du nicht ertragen. Den großen Ben verlässt man doch nicht.“ Als Ballauf und Schenk eintreffen und Keller festnehmen wollen, richtet er eine Waffe auf die Kollegen und verlässt mit seiner eigenen Mutter als Schutzschild das Lokal. Bei einer Verfolgung trifft Ballauf den Kollegen mit einem Brustschuss. Trotzdem schafft er es noch, in sein Auto zu steigen und wegzufahren. Keller hat sich in Monikas Wohnung verschanzt und droht damit, jeden abzuknallen, der sich ihm nähere. Ballauf ruft, er komme jetzt rein, und er sei allein. Ben sitzt auf einem Stuhl. Monika habe ihm gesagt, dass sie ihn verlasse, dass sie was mit Bütschek habe und ein Kind von ihm erwarte. Er hätte ihr verziehen, aber sie habe ihn einfach stehen lassen. Die Schere habe noch im Auto gelegen wegen neuer, zu großer Schonbezüge. Er sei zurückgegangen, weil er sie zum Schweigen hätte bringen müssen, sonst wäre doch alles aus gewesen. Das sei es doch jetzt auch, meint Ballauf. Als Ballauf ihn auffordert, ihm seine Waffe zu geben, meint er nur, er gehe nirgendwo mehr hin und bittet den Freund um eine Zigarette. Sie sitzen inzwischen nebeneinander auf dem Fußboden. Die Zigarette fällt aus Bens Hand. „Wir brauchen Hilfe hier oben, Ben stirbt“, schreit Ballauf aus dem Fenster. Als Schenk wenig später aus dem Krankenwagen steigt, kann er seinem versteinerten Kollegen nur noch Bens Tod mitteilen.

## Entstehung und Veröffentlichung
Die Dreharbeiten für die von Colonia Media produzierte Tatortfolge fanden im Zeitraum 19. April bis 20. Mai 1999 in Köln statt.

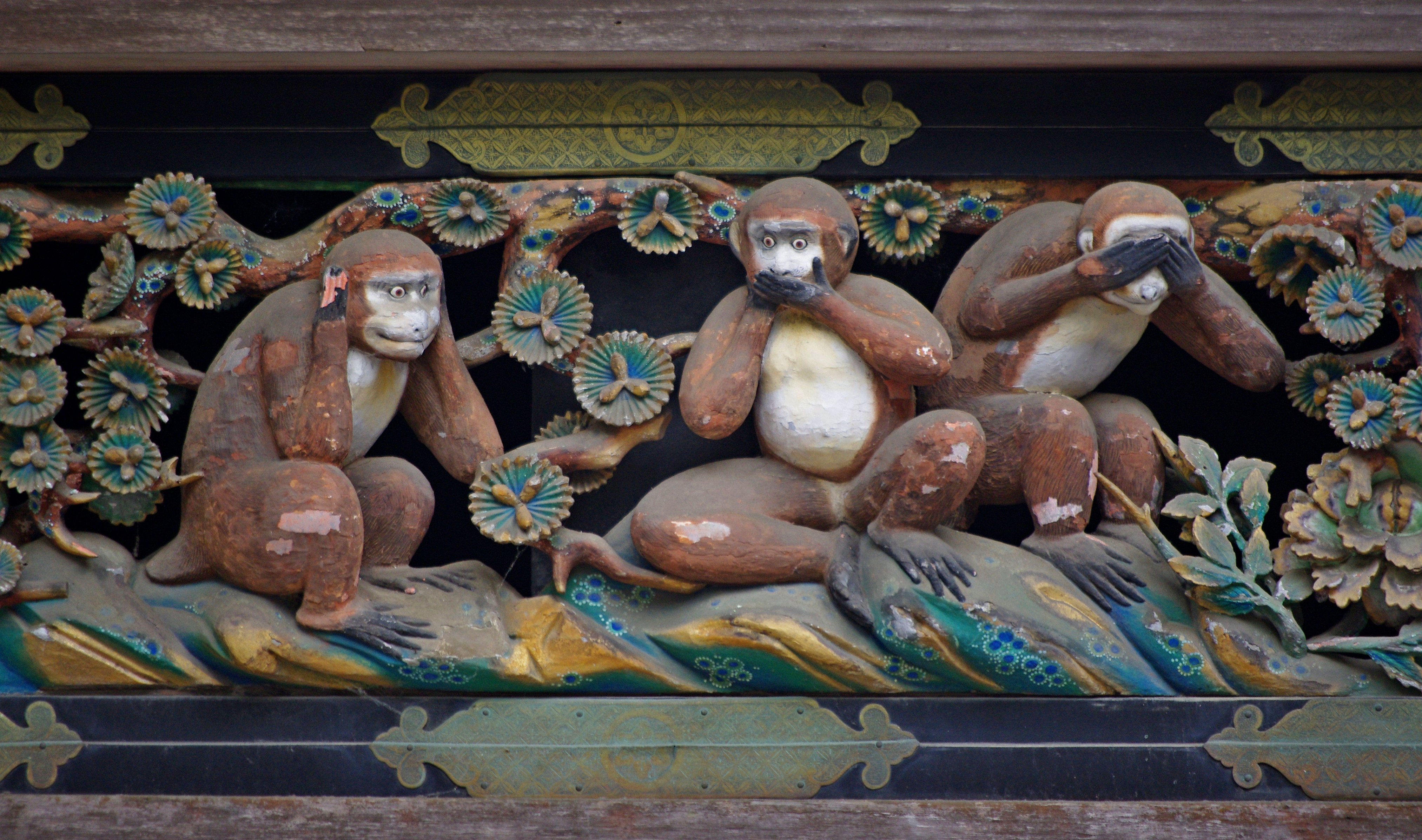
Die drei Affen

Der Filmtitel Drei Affen bezieht sich auf das ursprünglich japanische Sprichwort „nichts (Böses) sehen, nichts (Böses) hören, nichts (Böses) sagen“, das in der westlichen Welt eher als „alles Schlechte nicht wahrhaben wollen“ interpretiert wird – so wie die Bewohner der Hochhaussiedlung den Mord aus unterschiedlichen Gründen nicht gesehen haben wollen. Die Affen gelten häufig als Beispiel für mangelnde Zivilcourage oder auch bedingungslose Loyalität.
Die Erstausstrahlung von Drei Affen am 26. September 1999 wurde in Deutschland von 10,37 Millionen Zuschauern gesehen und erreichte einen Marktanteil von 31,06 % für Das Erste. Touchstone gab den Film am 7. Januar 2010 auf DVD heraus.

## Kritik
TV Spielfilm meinte: „Die stimmige Milieuzeichnung macht diesen Fall so glaubwürdig“ und zeigte den Daumen nach oben. Das Fazit lautete: „Affenstark: aus dem Leben gegriffen.“ Die TV-Spielfilm-Community bewertete den Film mit vier von fünf Sternen.
Rainer Tittelbach von tittelbach.tv gab dem Film 4½ von 6 möglichen Sternen und fasste seine Bewertung wie folgt zusammen: „‚Nichts hören, nichts sehen, nichts sagen.‘ Um den Mangel an Zivilcourage geht es in dem WDR-‚Tatort – Drei Affen‘ aus dem Jahr 1999, einem emotional intensiven, stilsicher inszenierten Krimi in einer modernen, unaufdringlichen Optik, den Kaspar Heidelbach mit Gespür für Atmosphäre in Szene gesetzt hat. ‚Die affektive Einbindung der Kommissare darf nicht zur Formel erstarren‘, sagte damals Drehbuchautor Robert Schwentke. Aber auch die Sozialkritik, ein wesentlicher Bestandteil der bisherigen ‚Tatorte‘ aus Köln, will man nicht zur Pose werden lassen. Im neunten Fall der beiden Buddies gelingt das ausgesprochen gut.“

## Trivia
Auch in diesem Film hat Freddy Schenk wieder einen exklusiven Dienstwagen: Es ist ein Jaguar X300, der dasselbe Kennzeichen (K-IR 738) trägt wie Freddys Mercedes im ersten Ballauf-Schenk-Film Willkommen in Köln.